# Farol do Cabo Fourcroy
Farol do Cabo Fourcroy é um farol ativo localizado no Cabo Fourcroy, na extremidade sudoeste da Ilha Bathurst, Território do Norte, Austrália. O farol marca o começo da rota do Mar de Timor à Darwin.
O farol foi construído pela Commonwealth Lighthouse Service durante a "Idade do Ouro dos Faróis australianos" entre 1913 e 1920.
A característica da luz mostrada é de três lampejos brancos, a cada dois segundos, repetindo a cada 15 segundos (Fl.(3)W. 15s). É visível até 12 milhas náuticas (22 km; 14 mi).
O sítio está aberto ao público e excursões estão disponíveis a partir de Darwin, mas a torre está fechada. É operada pela Autoridade em Segurança Marítima Australiana.